# 和宜合道高爾夫球練習場

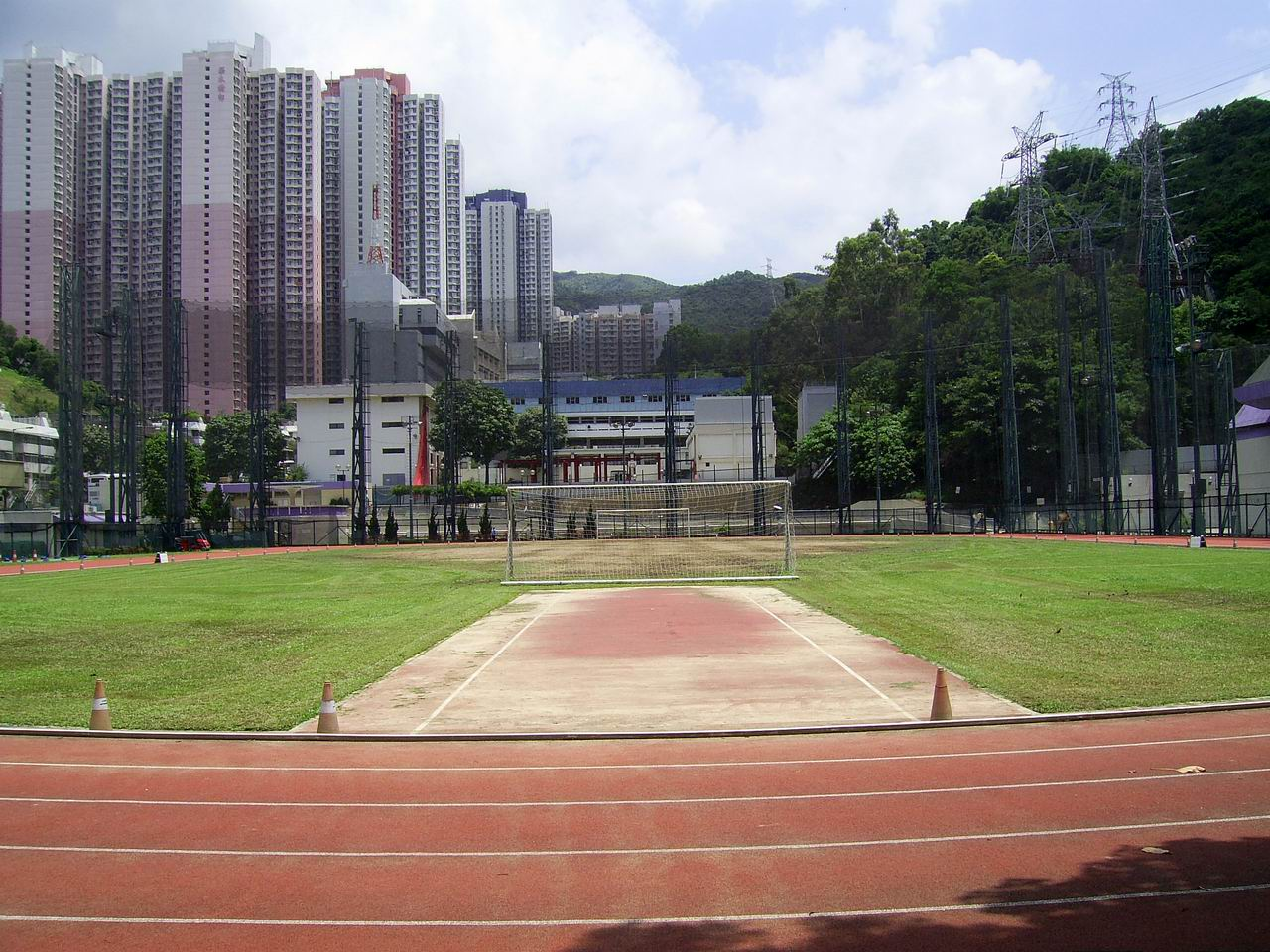
由和宜合道運動場望向和宜合道高爾夫球練習場的圍網

和宜合道高爾夫球練習場（英語：Wo Yi Hop Road Golf Driving Range）是香港一個公眾高爾夫球練習場，位於新界葵涌和宜合道298號，於1995年9月14日啓用，由康樂及文化事務署管理。高爾夫球中心的設施包括15條球道的發球練習場，球道最長為60碼。

## 鄰近設施
- 和宜合道運動場
- 北葵涌鄧肇堅體育館
- 北葵涌鄧肇堅游泳池